# Irsai Olivér
Irsai Olivér is een wit Hongaars druivenras. De druif is een kruising van de witte druiven Pozsonyi Fehér en de Csaba Gyöngye. De oorspronkelijk als tafeldruif geteelde druif wordt ook veel voor het maken van een kruidig-geurige witte wijn en voor de bereiding van sterke drank, zoals pálinka gebruikt.

## Geschiedenis
Deze variëteit ontstond in 1930 rondom de stad Kecskemét in midden Hongarije. 

## Kenmerken
Irsai Olivér is een sterke groeier, die voor een goed resultaat sterk teruggesnoeid moet worden. Het ras heeft middelgrote trossen met kleine druiven, die een redelijk stevige schil hebben. Dit ras is gevoelig voor vorst en echte meeldauw.
Tot het midden van de tachtiger jaren van de vorige eeuw werd deze druif uitsluitend als tafeldruif gebruikt, maar in 2008 werd al bijna 1.000 hectare geplant om wijn van te maken. 
De vroeg rijpende druif heeft een muskaatgeur en milde zuren en kan het best worden gedronken als ze jong is. 

## Gebieden
De druif wordt verbouwd in de Hongaarse wijnregio's Etyek-Buda, Sopron en Balatonboglár, maakt ook steeds meer daarbuiten. Ook wordt deze druif aangetroffen in Slowakije (460 hectare), Tsjechië (50 hectare) en zelfs in de buurt van Krasnodar in Rusland met 25 hectare.

## Synoniemen
Er zijn veel synoniemen bekend.
- Aranyló
- Aranlyó Korai
- Carola
- Irchai Olivér
- Irsai
- Irsai Olivér
- Irschai Olivér
- Karola
- Korai Aranyló
- Muscat Olivér
- Muskat Irsai Olivér
- Muskat Olivér
- Muskotály
- Olivér Irsai
- Olivér Irsay
- Zölötistii Rannii
- Zolotisti Ranij
- Zolotisti Rannii
- Zolottistyi Ranniy
- Zolotistyj Rannij
- Zolotisztuej Rannij